# Muhimi
Muhimi är ett periodiskt vattendrag i Burundi.   Det ligger i provinsen Ruyigi, i den östra delen av landet, 130 km öster om huvudstaden Bujumbura.
Omgivningarna runt Muhimi är en mosaik av jordbruksmark och naturlig växtlighet. Runt Muhimi är det ganska tätbefolkat, med 155 invånare per kvadratkilometer.